# Ngón
Ngón là bộ phận xa nhất của chi, như ngón tay và ngón chân, hiện diện ở nhiều loài động vật có xương sống. 

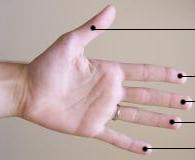
Tay

## Tên gọi
Ở một số ngôn ngữ có tên gọi riêng cho ngón tay và ngón chân (tiếng Anh: tương ứng "finger" và "toe", tiếng Pháp: "doigts" và "orteils", Tiếng Đức: "Finger" và "Zeh"), trong khi ở tiếng Việt, tiếng Nga, tiếng Ba Lan, tiếng Thổ Nhĩ Kỳ,... không có tên gọi riêng. Năm ngón ở mỗi chi là ngón cái, ngón trỏ, ngón giữa, ngón áp út và ngón út.

## Số ngón của con người
Con người thường có 5 ngón trên mỗi chi. Mỗi ngón được hình thành bởi một só xương tên là phalanges và được bao quanh bởi mô mềm. Ngón tay con người thường có móng. Hiện tượng polydactyly xảy ra khi có thêm ngón; con người cũng có thể có ít ngón hơn bình thường và được gọi là hiện tượng ectrodactyly. Một đột biến có thể được điều chỉnh bằng phẫu thuật hay không và sự chỉnh sửa đó có được chỉ định hay không, tùy thuộc vào từng trường hợp. Ví dụ, nhà cựu vô địch cờ vua thế giới Mikhail Tal đã sống cả đời chỉ với ba ngón tay phải.